# Sophonia lushana
Sophonia lushana är en insektsart som beskrevs av Kuoh 1973. Sophonia lushana ingår i släktet Sophonia och familjen dvärgstritar. Inga underarter finns listade i Catalogue of Life.